# WEVA gebouw
Het WEVA gebouw of Gedoeng Jasindo is in 1921 gebouwd voor de West-Javaanse Handels-Maatschappij in Jakarta, Indonesië. Het ontwerp was waarschijnlijk al tussen 1914-1918 gemaakt door de architecten Eduard Cuypers en Henri Estourgie.
Het pand kwam op een smalle en diepe kavel met de lange kant grenzend aan de Prinsenstraat, in de benedenstad van Batavia, zoals Jakarta toen genoemd werd. De korte zijde grenst aan het Stadhuisplein, het huidige Fatahillahplein. Het gebouw moest het Stadhuisplein en de Prinsenstraat duidelijker begrenzen. Op 22 maart 1920 was de eerstesteenlegging en na acht maanden was de bouw gereed. Het gebouw had twee verdiepingen en een begane grond. De begane grond was relatief laag, de bel-etage was hoog en de tweede etage was weer wat lager. Het gebouw heeft duidelijk verticale lijnen en de pilaren daarvan worden bekroond door kapitelen. Tussen de ramen bevinden zich gedecoreerde en geabstraheerde pilasters. Betonluifels houden het zonlicht tegen en zouden in de jaren twintig van de twintigste eeuw nog veel gebruikt worden in de art decostijl. Het pand was wit bepleisterd op de kapitelen van de pilasters na die grijs bleven. Bovenop kwam een Javaans kap met een ventilatiesysteem dat ook bijdroeg aan de koeling van het pand.
De binnenkant van het gebouw werd zo goed mogelijk koel gehouden door lange open galerijen. De ruime trappen zijn bekleed met marmer en de ruimtes rijkelijk betimmerd. Het gebouw had de eerste elektrisch gedreven personenlift in Batavia. De West-Javaanse Handels-Maatschappij had zijn intrek genomen op de begane grond. De overige ruimtes waren verhuurd waaronder aan de Nederlandsche Lloyd.
Het gebouw werd in 2014 gerestaureerd door architect Arya Abieta, in opdracht van Asuransi Jasindo en sindsdien staat de naam 'Gedoeng Jasindo' op de gevel.

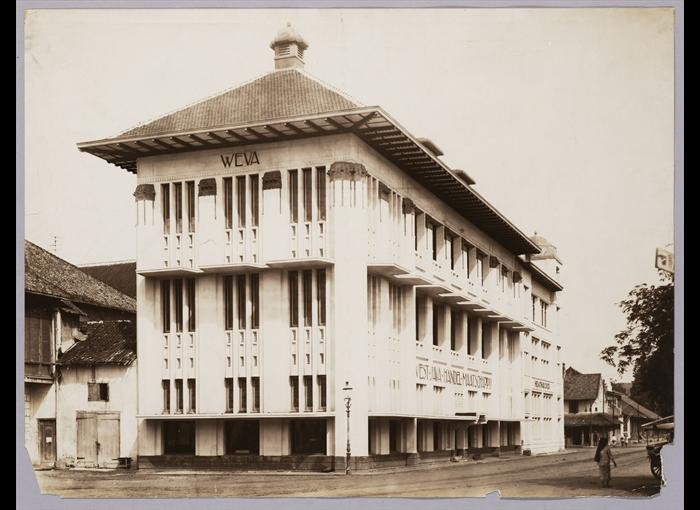
WEVA gebouw in 1923, gezien vanaf het plein.
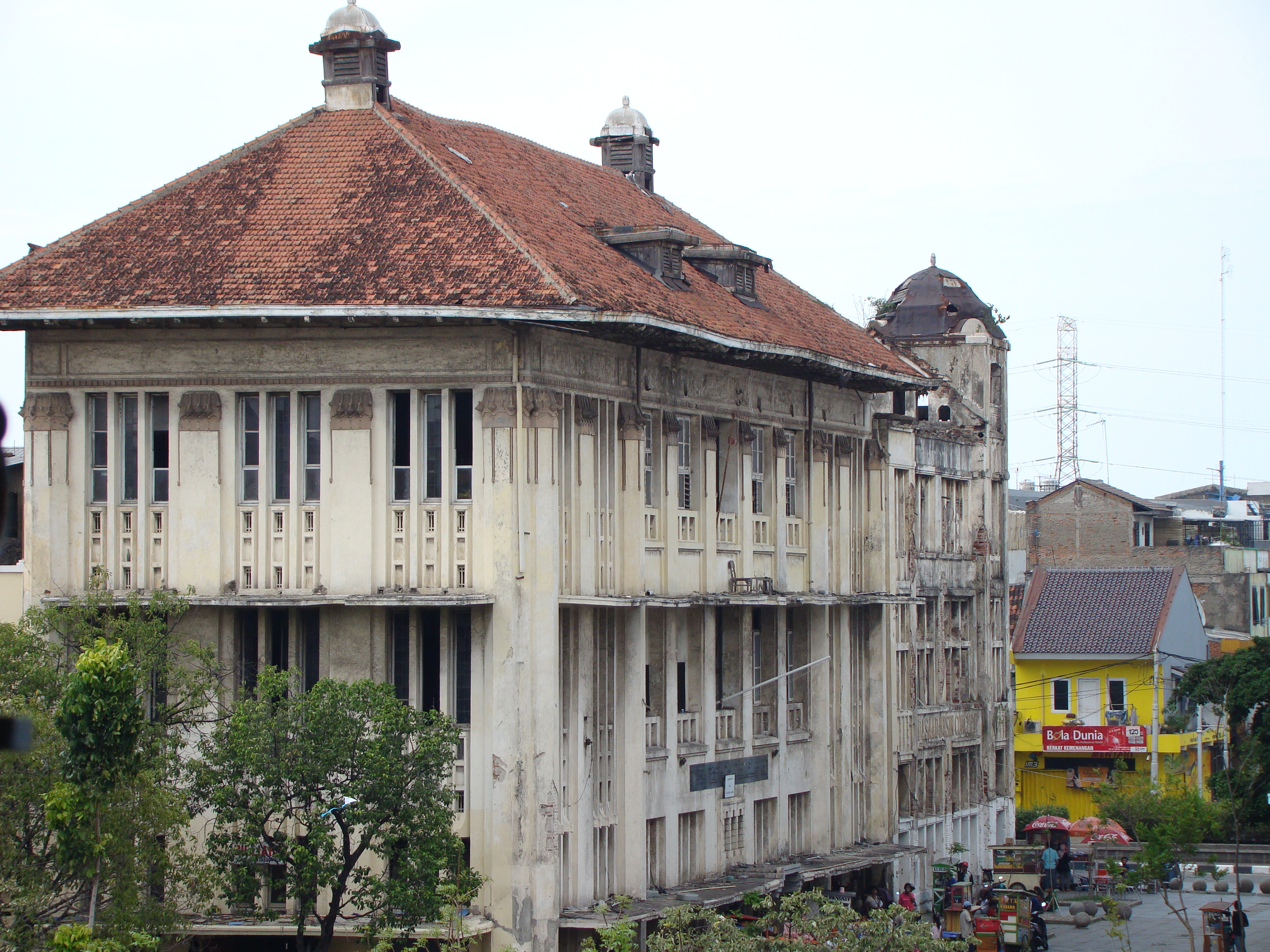
WEVA gebouw, gezien vanaf het plein in 2009, voor de restauratie.
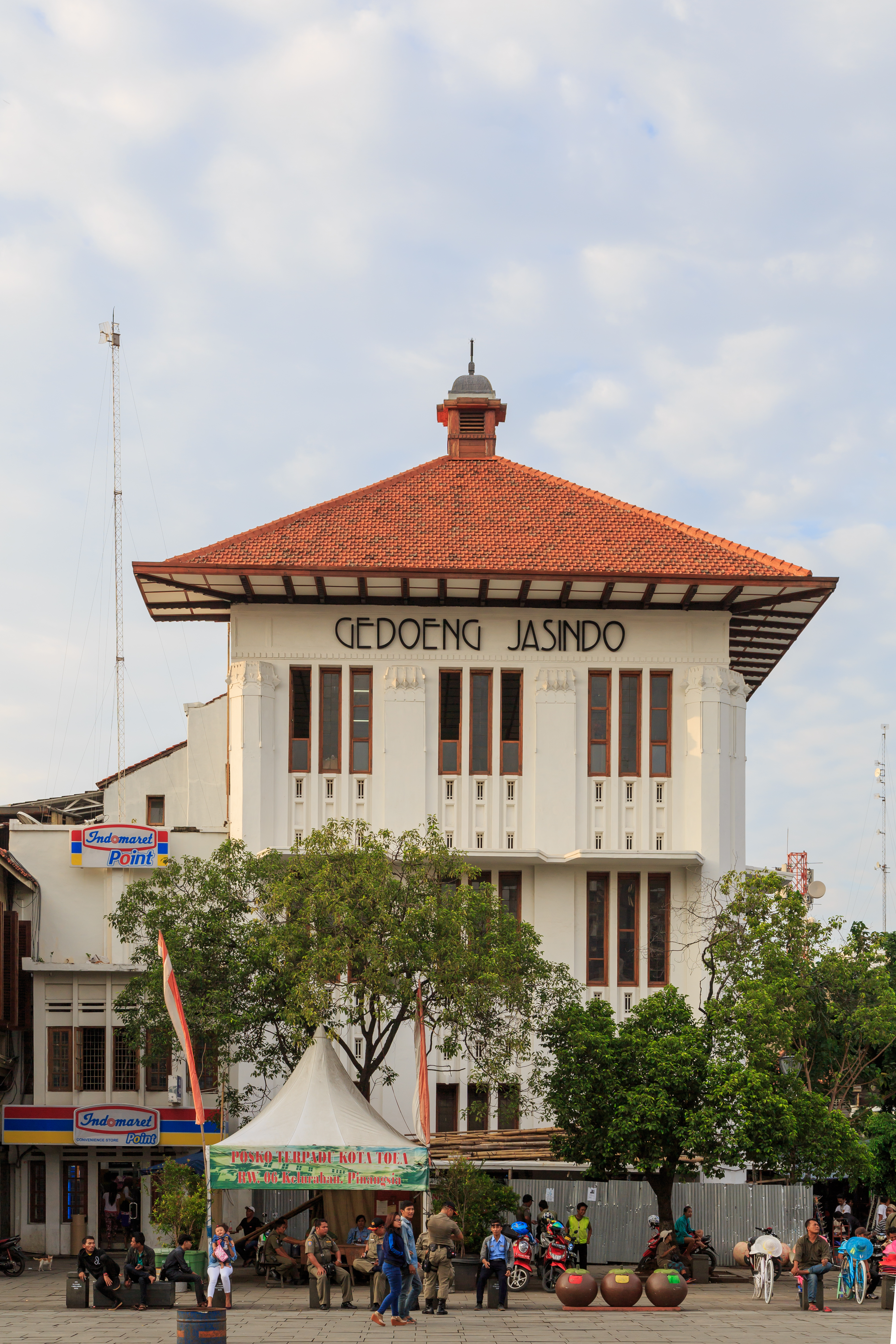
Gedoeng Jasindo, gezien vanaf het plein in 2015, na de restauratie.